# Ova
Ova is een geslacht van zee-egels uit de familie Schizasteridae.

## Soorten
- Ova canaliferus (Lamarck, 1816)
- Ova myorensis (McNamara & Philip, 1980)
- Ova portjacksonsensis (McNamara & Philip, 1980)